# Iglódi Csaba
Iglódi Csaba (Budapest, 1964. november 28. –) személyes vezetői tanácsadó, a Your Way Consulting alapítója, az onlyCEO Klub társalapítója, vezetője, a Dreher-szimfónia című könyv írója.

## Tanulmányok
A Bálint György Újságíró Iskola újságíró szakán (1989) tanult, majd elvégezte a Budapesti Műszaki Egyetem Mérnöktovábbképző Intézetének gazdasági, üzleti, információ-(hír)szerzés szakát (2003). A Miskolci Egyetemen szerzett politológusi diplomát (2010).

## Életpálya
Iglódi 2008-tól főállásban személyes vezetői tanácsadással foglalkozik,  2011-től saját tanácsadó cégében, a Your Way Consultingban. 2020-ban csatlakozott a Magyar Vállalatvezetők Üzleti Közösségéhez (MVÜK) tartalomért és a tartalomfejlesztésért felelős partnerként. Társalapítója és vezetője szervezet égisze alatt működő onlyCEO Klubnak.
2023-ban jelent meg első könyve, a Dreher-szimfónia – Komlótól a koronáig / családregény négy tételben. A Dreher-szimfónia műfaját tekintve üzleti könyv, üzleti családállítás – a fő üzleti szál mellett szerep jut a családtagokat mozgató érdekeknek – családregény elemekkel társítva.
Korábban újságíró, szerkesztő, főszerkesztő – többek között a Peti Hírlap rovatvezetője, a Népszava rovatvezető-helyettese, a Kreatív főszerkesztője, lapigazgatója – lap- és könyvkiadó volt. Később ügynökségi (Netaktív Kommunikációs Ügynökség) oldalon dolgozott tulajdonosként, ügyvezetőként, majd reputáció-menedzsmenttel, válságkezeléssel, márkaépítés- és fejlesztéssel foglalkozott kommunikációs stratégaként.
Nős, négy gyermek édesapja.

## Írói munkássága
Iglódi Csaba 2023-ban debütált első családregényével, a Dreher-szimfóniával, amelynek megírására harminc éven át készült.
Iglódi a Dreher család négy generációjának sorsáról mesél – tényalapú, de fikciós elemekkel kiegészített – kétszáz évet átölelő családregényében. A regény négy részben mutatja meg a Dreherek történetét. A négy ikonikus Dreher karakter, az Alapító, a Sörkirály (Dreher Antal), az Innovátor és az Egyesítő élete követhető nyomon a 170 évet felölelő történetben, kiegészítve az őket támogató asszonyokkal sorsával. A szerző gondosan gyűjtötte és gyúrta regényébe az olyan, eddig talán kevésbé ismert tényeket, mint hogy a család nevéhez fűződik a bécsi láger sör kifejlesztése, az első közép-európai gőzgép üzembe helyezése, ugyanitt az automobilizmus felvirágoztatása, az angol mintán alapuló versenylótenyésztés meghonosítása otthon, majd a martonvásári Brunszvik-kastély felújítása és a kőbányai Dreher Sörgyár megalapítása. A könyv célja, hogy ne engedje elfelejteni a család történetét, de útmutatóként is szolgál családi vállalkozásokhoz.
Másfél hónappal a megjelenés után a családregénynek már a második kiadása is megjelent az Athenaeum kiadó gondozásában.
Iglódi bekerült a tíz első prózakötetes szerző közé, akik esélyesek lehettek a Margó-díjra.
A Nők Lapja gondozásában megjelenő A 100 legjobb könyv 2023 Bookazine 28. helyre választotta Iglódi könyvét.

## Média
A magyar média gyakori szereplője, keresett interjúalany, számos írás, könyvkritika jelent meg róla és vele kapcsolatban.
Iglódi a sajtó mellett számos podcasten, a YouTube-on is megtalálható, beszélgetései, interjúi, publikációi megannyi videón, szakmai pódiumbeszélgetésen fedezhetőek fel.
Kettőspont néven Iglódi és Murányi Marcell 2017-ben websorozatot indított a YouTube-on. A TMC saját produkciója egy heti személyes lapszemle volt.
A könyvírás mellett Iglódi publikál magazinokban és internetes portálokon. Ezek közé tartozik a Forbes Magyarország, amelynek 2022 nyarán indult Forgó véleményrovatának egyik tagja. A tagok egymást hónapról hónapra váltva írnak a magazinnak. 2023 őszétől egy éven keresztül Nemes Dániel, Litkai Gergely és Sásdi Helga mellett Iglódi is a véleménycsapat részese, így az ő sorai, gondolatai is olvashatóak a lapban.

## Díjak, elismerések
2022. november 24-én Budapesten a Szépművészeti Múzeumban adták át a 2022-es Budapesti és Pest Megyei Regionális Prima Díjat, amelynek díját "FELELŐS ÉLETÚT A VÁLLALKOZÓKÉRT” kategóriában Iglódi vehette át.